# José Antonio Martínez Soler
José Antonio Martínez Soler, també conegut com a JAMS (Almeria, 8 de gener de 1947), és un periodista i economista espanyol, director del setmanari Doblón durant la Transició espanyola, director fundador dels diaris El Sol i La Gaceta de los Negocios, redactor en cap dels diaris El País, del setmanari Cambio 16 i des de 1999 fins a l'1 d'octubre de 2010, director general del periòdic 20 minutos, sent substituït per Eduardo Díez-Hochleitner. És doctor en Ciències de la Informació per la Universitat Complutense i diplomat per la Nieman Foundation for Journalism de la Universitat Harvard. És també professor titular d'Economia Aplicada a la Universitat d'Almeria i va ser nomenat per la Junta d'Andalusia, al juny de 2010, president de la Junta Rectora del Parc Natural de Cap de Gata-Níjar.
Va treballar a Televisió Espanyola durant els anys 1980 i 1990, on va destacar com a presentador i entrevistador de personatges polítics rellevants de la història contemporània espanyola. Va obtenir el Premi Medalla d'Andalusia el 1986.

## Publicacions
- "Jaque a Polanco" (Temas de Hoy, Editorial Planeta) ISBN 978-84-7880-898-4.
- "Autopistas de la Información" (Editorial Debate, en col·laboració amb Francisco Ros i Ignacio Santillana) ISBN 84-7444-951-0.
- "Los empresarios ante la crisis" (Editorial Grijalbo) ISBN 84-253-1417-8.